# Australasian Championships 1922
Die 15. Australasian Championships waren ein Tennis-Rasenplatzturnier der Klasse Grand Slam, das von der ILTF veranstaltet wurde. Es fand vom 2. bis 9. Dezember 1922 in Sydney, Australien statt.
Titelverteidiger im Herreneinzel war Rhys Gemmell und im Herrendoppel Scott Eaton und Rhys Gemmell. Zum ersten Mal nahmen auch Damen teil.